# キャリア形成助成金制度
キャリア形成助成金制度（きゃりあけいせいじょせいきんせいど）とは、厚生労働省による助成金制度である。
事業主が雇用する労働者のキャリア形成を推進するために設けられた制度である。職業訓練等の支援助成金を事業主へ交付することで実施される。